# C (音名)
中央C（Middle C）為音樂術語，代表位於五線譜大譜表（Grand staff）正中間的音值，或等同於科學音調記號法（Scientific pitch notation）中的「C4」，或等同于小字一组的「c1」，在一些乐器和音乐制作软件上也被称为「C3」。
在钢琴上，每一组的白键都按照C、D、E、F、G、A、B依次排列，因此每一组都有一个C，五线谱上也有多个C，每个C也都有各自的名称，本词条主要介绍中央C。

## 中央C的位置
此音在鍵盤樂器（如鋼琴）亦偏於中央位置，多是女聲或未變聲男性音域最低可發出的C。例如，88键钢琴上，第四组白键的第一个键，或从左向右数第24个白键，就是中央C。在61键电子琴上，第三组白键的第一个键，或从左向右数第15个白键，就是中央C。在五线谱上，高音谱号下加一线上的音，或低音谱号上加一线上的音，就是中央C。

中央C（C1）分別在高音、中音、次中音、低音譜記號之位置圖

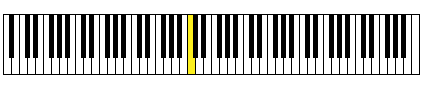
中央C（C1）在88鍵鋼琴之位置圖

## 中央C的名称
縱然中央C一般指的都是「C4」，但在不同樂器中，有可能出現不同的稱呼。例如在鍵盤樂器中，「C4」就是中央C。但在西洋笛的演奏家中，中央C指的可能是「C5」。這些差異主要與樂器本身的音調高低有密切的關係。

### 电钢琴
不同的电钢琴说明书称中央C的方式不同，具体分为C3和C4两种，下面是一些实例。
C3：雅马哈（YAMAHA）电钢琴
C4：卡西欧（CASIO）电钢琴，罗兰（Roland）电钢琴

### 音乐制作软件
不同软件上的中央C名称也不同，一般分为C3，C4和C5三种，下面是一些实例。
C3：Apple GarageBand，Logic Pro X，Steinberg Cubase
C4：MuseScore
C5：LMMS，FL Studio

## 中央C的频率
當以十二平均律計算，並以中央C之上的A作為440 Hz時，中央C的頻率約261.6赫茲。詳見音高（pitch）。另外，如果以纯律计算，中央C的频率是261HZ。

## High C与Low C
在声乐中，受人声的客观限制，一般用High C指人声音域中最高的C，比中央C高两个八度（相当于C6）；Low C指代人声音域中最低的C，比中央C低两个八度（相当于C2）。
High C相当于：
Low C 相当于：

## 十二律
C在十二律中对应黄钟。